# Jack i Jill (serial telewizyjny)
Jack i Jill (ang. Jack & Jill, 1999–2001) – amerykański serial komediowo-obyczajowy stworzony przez Randi Mayem Singer.
Światowa premiera serialu miała miejsce 26 września 1999 roku na kanale The WB. Ostatni odcinek został wyemitowany 11 kwietnia 2001 roku. W Polsce serial nadawany był na kanale Polsat.

## Obsada
- Ivan Sergei jako David "Jill" Jillefsky
- Amanda Peet jako Jacqueline "Jack" Barrett
- Jaime Pressly jako Audrey Griffin
- Sarah Paulson jako Elisa Cronkite
- Justin Kirk jako Barto Zane
- Simon Rex jako Mikey Russo

## Spis odcinków
| N/o            | Tytuł angielski                                |
| -------------- | ---------------------------------------------- |
|                |                                                |
| SERIA PIERWSZA |                                                |
|                |                                                |
| 01             | These Are the Days                             |
|                |                                                |
| 02             | The Awful Truth                                |
|                |                                                |
| 03             | Moving On                                      |
|                |                                                |
| 04             | Welcome to the Working Week                    |
|                |                                                |
| 05             | Not Just a River in Egypt                      |
|                |                                                |
| 06             | She Ain't Heavy                                |
|                |                                                |
| 07             | Fear and Loathing in Gotham                    |
|                |                                                |
| 08             | Men Will Be Boys                               |
|                |                                                |
| 09             | Pseudos, Sex and Sidebars                      |
|                |                                                |
| 10             | To Be Perfectly Honest                         |
|                |                                                |
| 11             | Bad Timing and Dirty Laundry                   |
|                |                                                |
| 12             | When You Wish Upon a Car                       |
|                |                                                |
| 13             | Animal Planet                                  |
| 14             | Animal Planet                                  |
|                |                                                |
| 15             | The #@$%!*& Future                             |
|                |                                                |
| 16             | Under Pressure                                 |
|                |                                                |
| 17             | Lovers and Other Strangers                     |
|                |                                                |
| 18             | A Key Exchange                                 |
|                |                                                |
| 19             | Starstuck                                      |
|                |                                                |
| SERIA DRUGA    |                                                |
|                |                                                |
| 20             | What Weddings Do to People                     |
|                |                                                |
| 21             | Seriously, All Coma Proposals Aside...         |
|                |                                                |
| 22             | Caution: Parents Crossing                      |
|                |                                                |
| 23             | California Dreamin'                            |
|                |                                                |
| 24             | Chivas and Lies                                |
|                |                                                |
| 25             | Pressure Points                                |
|                |                                                |
| 26             | Crazy Like a Fox, Hungry Like the Wolf...      |
|                |                                                |
| 27             | The Big Bounce                                 |
|                |                                                |
| 28             | The Time-Sex Continuum                         |
|                |                                                |
| 29             | Battle of the Bahamas                          |
|                |                                                |
| 30             | Bag Full of Love                               |
|                |                                                |
| 31             | ... And Nothing but the Truth, Part 1          |
|                |                                                |
| 32             | ... And Jack & Jill Came Down the Hill, Part 2 |
|                |                                                |